# Askja

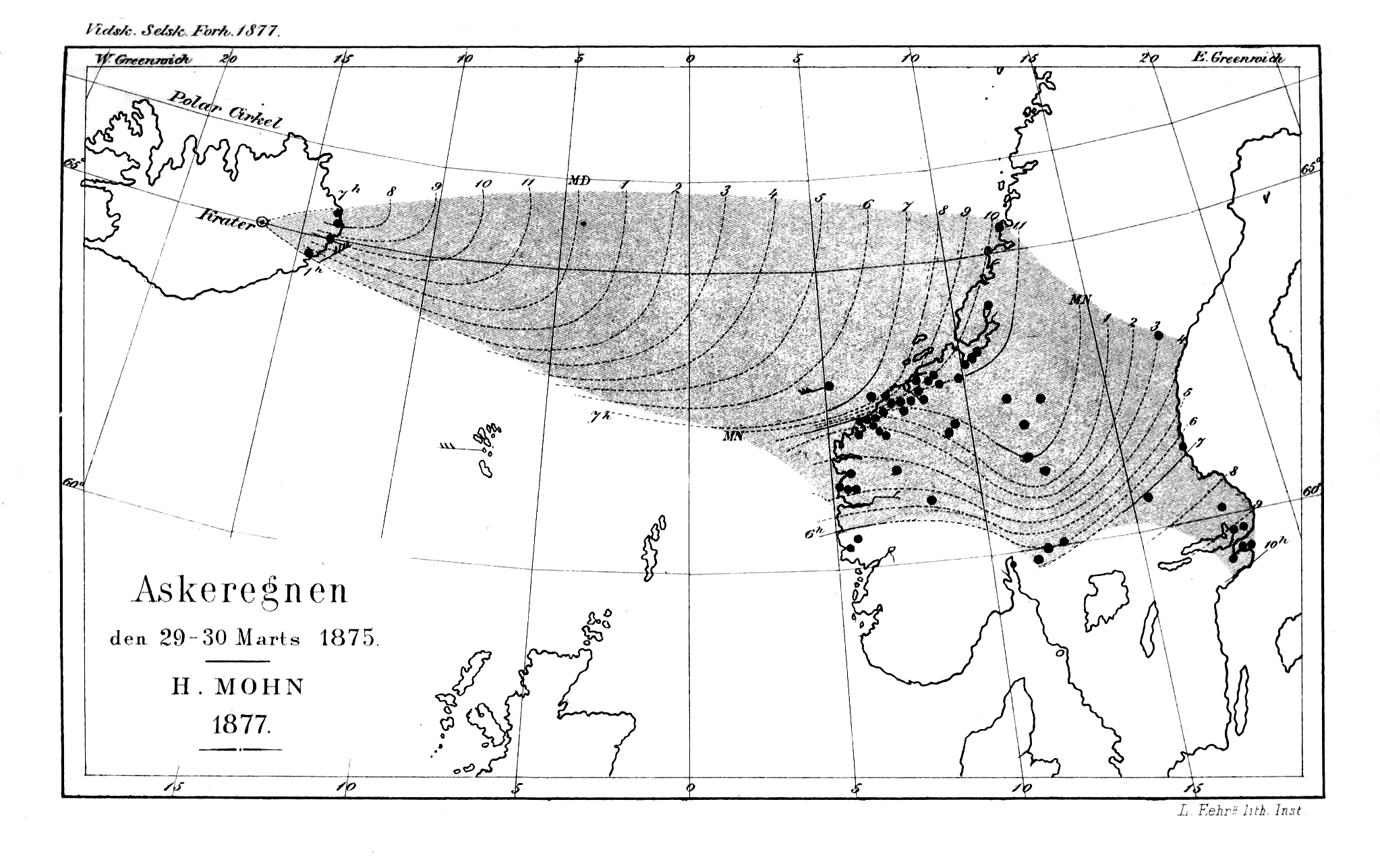
Richtung des Ascheregens von 1875

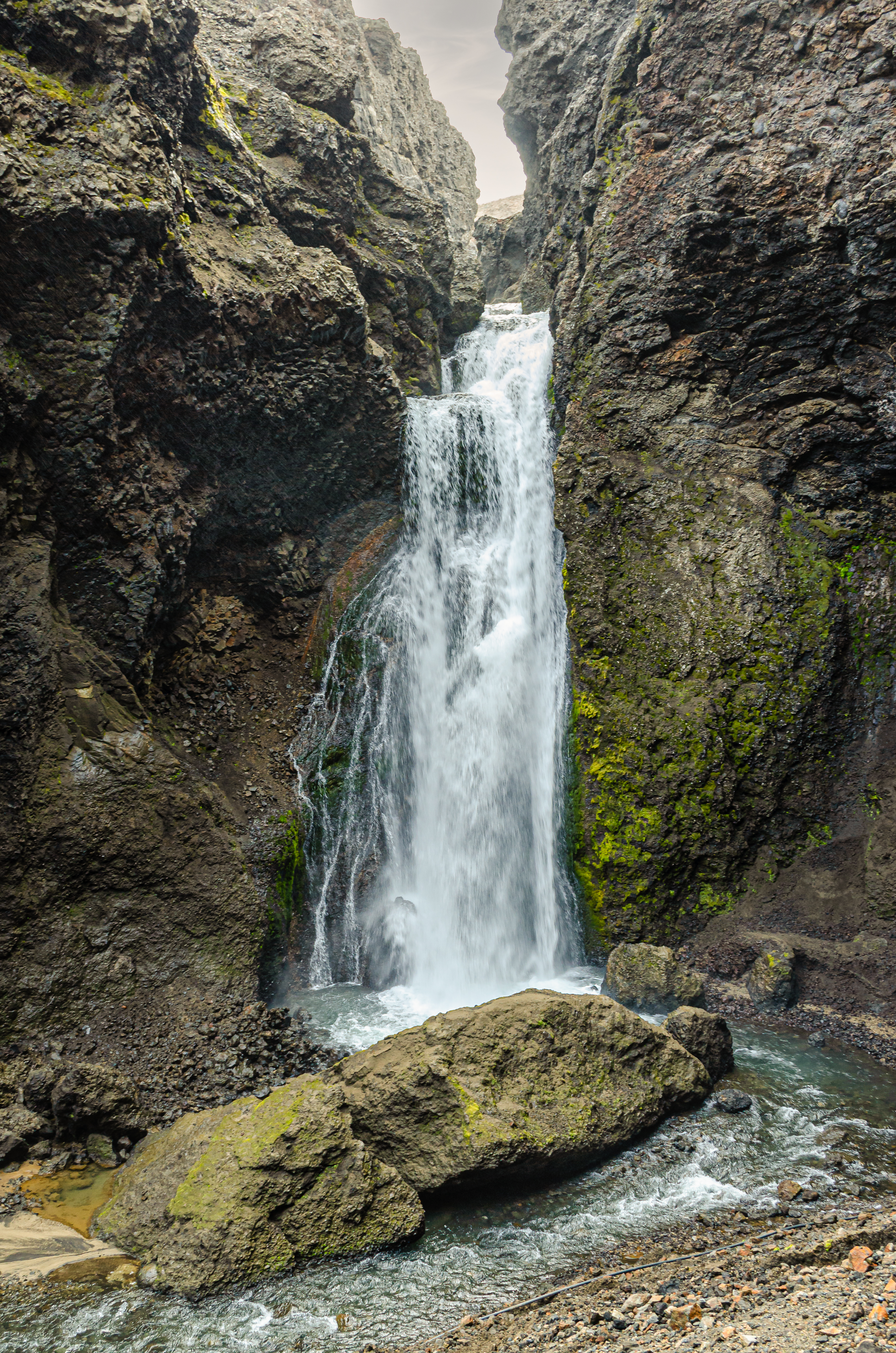
Drekagil-Schlucht

Bei der Askja handelt es sich um einen Vulkan nördlich des Vatnajökull in Island; er beherrscht als Zentralvulkan das ca. 200 km lange gleichnamige Vulkansystem.
Der Vulkan gehört inzwischen zum Vatnajökull-Nationalpark.

## Name
Der Name des Vulkans bezieht sich auf das isländische Wort askja, das in allgemeiner Sprache „Schachtel“, in der Geologensprache jedoch „Caldera“ bedeutet.

## Zentralvulkan Askja
Der Vulkan setzt sich aus mindestens drei ineinander verschachtelten Calderen (ca. 45 km²) zusammen, welche zusammen das Dyngjufjöll-Bergmassiv bilden. In der Mitte der jüngsten, in der vulkanotektonischen Episode von 1875 entstandenen Caldera befindet sich der See Öskjuvatn, mit 220 m einer der tiefsten Seen Islands. Auch der kleinere, ebenfalls von einem See ausgefüllte Víti-Krater befindet sich in der Caldera. Die älteste belegte Calderenbildung fand um 8910 v. Chr. statt.
Die Askja erhebt sich bis zu 800 m über die sie umgebenden Hochebenen und erreicht am Þorvaldstindur, am Rand der Caldera in den Dyngjufjöll, eine Höhe von 1510 m.

## Vulkansystem Askja

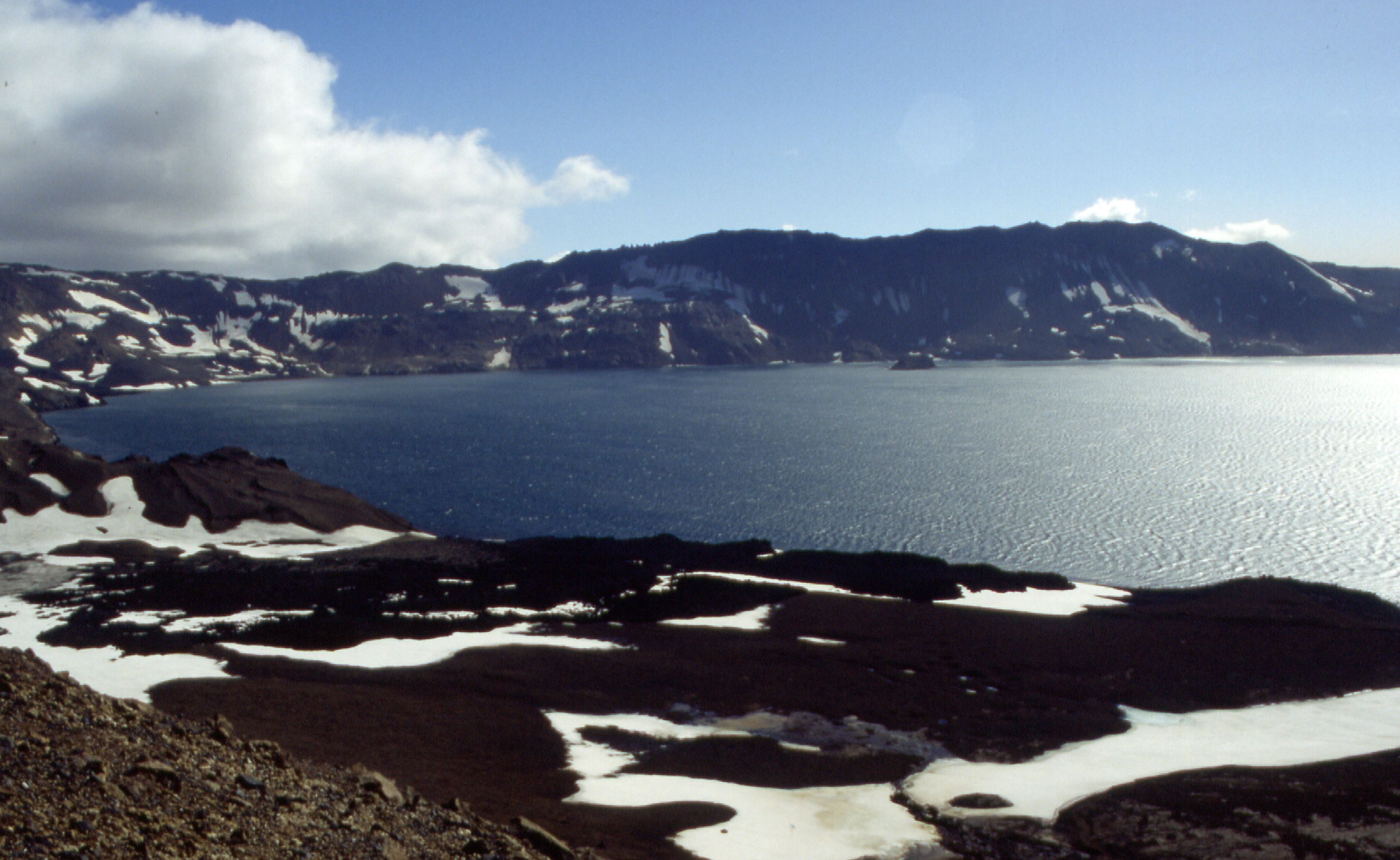
Calderasee Öskjuvatn, Dyngjufjöll im Hintergrund

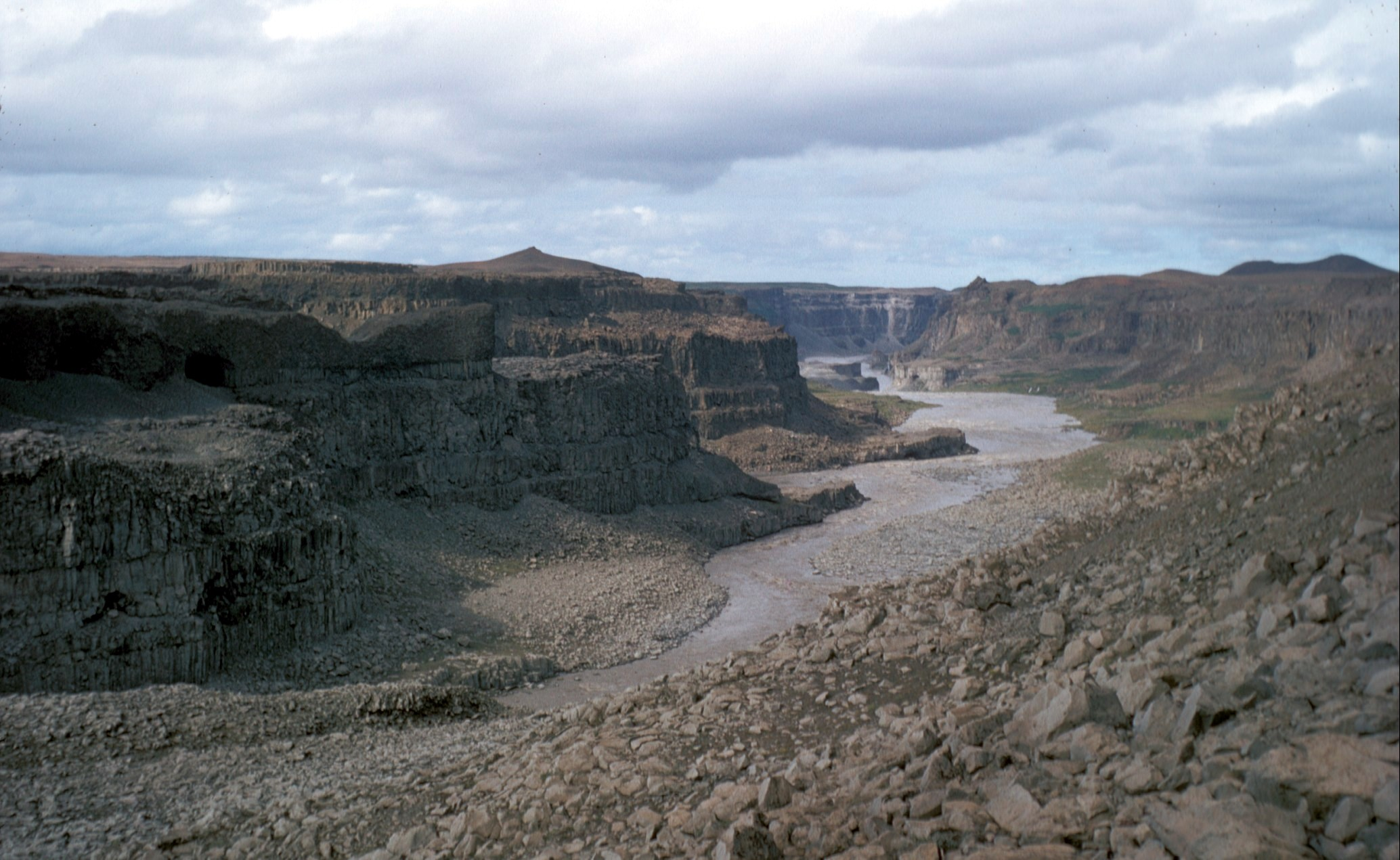
Blick vom Dettifoss auf die Schlucht Jökulsárgljúfur mit zum Askja-System gehörender Kraterreihe im Hintergrund; sie quert die Schlucht am Hafragilsfoss

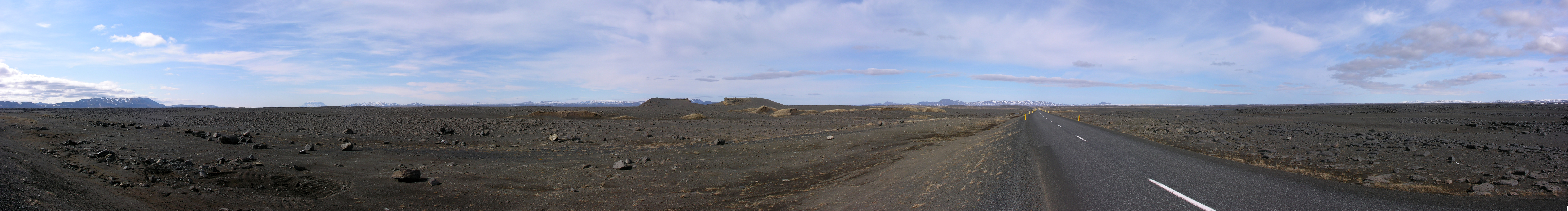
Bei Hrossaborg, Herðubreið links im Hintergrund

Der Zentralvulkan beherrscht ein ca. 200 km langes, von Südwest nach Nordost ausgerichtetes Spaltensystem. Zu ihm gehört z. B. der Schildvulkan Kollóttadyngja.

### Ausdehnung
Das Vulkansystem erstreckt sich vom Zentralvulkan Askja selbst, der in ca. 40 km Entfernung südwestlich vom Tafelvulkan Herðubreið und der Oase Herðubreiðarlindir liegt, über 150 km nach Norden bis zur Halbinsel Melrakkaslétta. Gleichzeitig reicht es noch ca. 30 km vom Zentralvulkan nach Süden.
Mit einer Gesamtlänge von ca. 200 km, aber einer Breite von weniger als 20 km handelt es sich laut T. Thordarson um das längste Vulkansystem Islands. Allerdings haben andere Forscher die Gesamtlänge auf 120 bzw. 170 km eingeschränkt, je nachdem, ob man einen nördlichen scheinbaren Abbruch als dessen Ende oder als Lücke in ihm sehen will.

### Diverse zugehörige Krater und vulkanische Berge
Zum System der Askja gehören beispielsweise der Tafelvulkan Herðubreið, der Palagonitrücken Herðubreiðartögl sowie die Schildvulkane Kollóttadyngja, Flatadyngja und Svartadyngja.
Die Krater des Sveinagrabens (isl. Sveinagjá) befinden sich ca. 50 km nördlich des Zentralvulkans parallel zum Vulkansystem Fremrinámur. In der Nähe des Wasserfalls Dettifoss befinden sich weitere Krater.
Ebenfalls Teil des Systems ist der Aschenkrater Hrossaborg direkt südlich des Hringvegur, etwa 20 km östlich des Námafjall. Er entstand in einer großen hydromagmatischen Eruption vor ca. 7.000 Jahren.

## Eruptionsgeschichte

### Prähistorische Ausbrüche
Es lassen sich an der Askja vulkanische Aktivitäten nachweisen, die bis mehrere hunderttausend Jahre zurückreichen.
Größere Basalteruptionen im Holozän waren die Gígöldur sowie Ausbrüche, die die Lavafelder Holuhraun und Þorvaldshraun schufen.
Abgesehen von der großen calderenbildenden Eruption um 8500 v. Chr. im Südosten des Zentralvulkans lassen sich um 2050 v. Chr. z. B. Ausbrüche an der Flatadyngja und in anderen Gegenden im Nordosten des Zentralvulkans belegen, die explosive wie effusive Phasen beinhalten, wozu auch die Bildung eines Lavasees zählt; ähnliche Phänomene stellt man um 1250 v. Chr. fest, wobei sich diesmal die Aktivität auf den Zentralvulkan und Litladyngja konzentrierte. In beiden Fällen lassen sich sowohl Eruptionen an einem Hauptkrater wie auch an weiter entfernten Spalten belegen.

### Ausbrüche nach der Besiedelung und Entstehung der jüngsten Caldera
Seit der Besiedelung werden bis Ende des 19. Jahrhunderts zwei Ausbrüche im Askja-System vermutet (1300 und 1797), die aber beide bisher nicht genau nachgewiesen werden konnten.

#### Die Askja-Feuer
Eine lang anhaltende vulkanotektonische Episode setzte an der Askja hingegen im Jahre 1874 ein. Sie hielt mit Unterbrechungen bis 1929 an, enthielt Riftepisoden, effusive und explosive Eruptionen sowohl am Zentralvulkan als auch an entlegeneren Teilen des Vulkansystems und wurde als sog. Askja-Feuer bekannt.
Dabei entstanden im März 1875 in einer Plinianischen Eruption die jüngste Caldera der Askja ebenso wie der kleinere Víti-Krater.
Schon im Februar 1874 sah man Dampfwolken über dem Gebirgszug der abgelegenen Dyngjufjöll. Im Dezember desselben Jahres erschütterte eine auch in den besiedelten Gebieten spürbare Serie heftiger Erdbeben die Gegend. Im Januar 1875 erkannte man Rauchsäulen und Feuer. Möglicherweise entstammt dieser mehrheitlich effusiven Phase das basaltische Lavafeld Holuhraun.
Im Februar 1875 fuhren einige Leute aus der Gegend des Mývatn zur Askja. Dort sahen sie im Südosten der Caldera Springquellen aus Schlamm, aber keinen richtigen Vulkanausbruch. Allerdings hatte sich dort der Boden um zehn Meter gesenkt.
Nur drei Tage später setzte eine effusive Eruption am Sveinagraben ein. Dabei handelt es sich um ein 30 km langes Grabensystem 50 km nördlich des Zentralvulkans. Während der mehrere Monate lang anhaltenden Ausbrüche wurden dort ca. 0,2–0,38 km³ an Laven produziert.
Am 29. März 1875 ist der Beginn der explosiven Hauptphase anzusetzen. In der Folge einer Plinianischen Eruption regnete es ab 3:30 Asche über Ostisland. Als im Sommer 1876 der dänische Geologe Frederik Johnstrup zur Ausbruchsstelle kam, erkannte er, dass hier eine Magmakammer, nachdem sie sich entleert hatte, in sich zusammengestürzt war. Dabei hatte sich in der vorhandenen eine kleinere weitere Caldera gebildet mit den Maßen 4580 × 25008 m, deren tiefster Punkt 238 m unterhalb des Bodens der Hauptcaldera lag. Das Volumen des Einbruchskraters beträgt etwa zwei Kubikkilometer, mehr als das Doppelte des eruptierten Gesteins, was darauf schließen lässt, dass sich noch ein beträchtlicher Teil des Magmas als Intrusionen in den Calderenwänden oder an anderen Stellen im Vulkansystem befindet.
Schon kurz darauf bildete sich das Maar Víti in einer hydromagmatischen Eruption.
In der Folge sollte sich herausstellen, dass es sich um den zweit- oder drittstärksten explosiven Vulkanausbruch seit dem Beginn der Besiedelung in Island handelte (nach Hekla 1104 und Öræfajökull 1368). Der Ascheregen war besonders in den Ostfjorden so heftig, dass Weideland auf längere Zeit hinaus vergiftet wurde und zahlreiche Menschen auswanderten, vor allem aus dem ohnehin schwer besiedelbaren Gebiet der Jökuldalsheiði. Der Vulkan war vorher praktisch gar nicht bekannt gewesen.
Zur selben vulkanotektonischen Episode zählt man Ausbrüche im Askja-Vulkansystem zwischen 1920 und 1930. Hierbei gab es fünf einzelne Eruptionsserien an ringförmigen Ausbruchsspalten um die Caldera der Askja sowie eine Spalteneruption an einer sechs Kilometer langen Ausbruchsspalte am Südrand des Zentralvulkans, die das Lavafeld Þorvaldshraun produzierte. Diese Ausbrüche waren vor allem effusiv und spielte sich in zwei Phasen ab: von 1921 bis 1923 und von 1926 bis 1930. Das Ergebnis waren die Lavafelder Bátshraun (Austurfjöll), Mývetningarhraun, Kvíslahraun und Suðurbotnahraun. Während der zweiten Ausbruchsphase entstanden u. a. ein Schlackenkegel im See Öskjuvatn und das Lavafeld Þorvaldshraun.

#### In den 1960er Jahren
Die bislang letzte Ausbruchsserie ereignete sich in den 1960er Jahren. Vom 26. Oktober 1961 bis in den November desselben Jahres bauten sich neue Krater auf und schufen das Lavafeld Vikrahraun. Die Krater befinden sich an einer 0,6 km langen von Westen nach Osten ausgerichteten Spalte an der Ostseite der Askja-Caldera. Zu Beginn des effusiven Ausbruchs sah man 500 m hohe Lavafontänen. Das Produkt, ein Aa-Lavafeld, bedeckte sechs Quadratkilometer. Es wurde durch Pahoehoe-Laven auf elf Quadratkilometer erweitert.

#### Neuere Entwicklungen
Von 1988 bis 2007 hatte man ein Einsinken der Magmakammer beobachtet.
Seit 2007 scheint sie sich jedoch wieder zu füllen. Man vermutet Magmaansammlungen in ca. drei Kilometer Tiefe, was auf eine neuerliche aktive Phase hindeuten könnte. Die Erdbebentätigkeit hat zugenommen.
In der Nacht vom 23. auf den 24. Juli 2014 ereignete sich ein Erdrutsch, bei dem sich ein ca. 1 km breites Stück der Kraterwand löste; geschätzte 50 Mio. m³ Gestein glitten ab und lösten im Öskjuvatn mehrere ca. 50 m hohe Tsunamis aus, die sogar den benachbarten Kratersee Víti erreichten. Als Auslöser wird Destabilisierung des Untergrunds durch starkes Tauwetter vermutet.

## NASA-Astronautentraining
Im Rahmen des Apollo-Programms führte die NASA in den 1960er Jahren diverse geologische Exkursionen (engl. Geologic Field Trips, kurz GFTs) durch, von denen zwei in Island am Rande der Askja sowie in der Nähe von Krýsuvík auf der Reykjanes-Halbinsel bestritten wurden. Die erste Exkursion fand vom 12. bis 16. Juli 1965 statt und betraf die ersten drei Astronautengruppen, die zweite Exkursion betreffend die Astronautengruppen vier und fünf, darunter auch der spätere erste Mensch auf dem Mond Neil Armstrong, wurde vom 2. bis 8. Juli 1967 absolviert. Ziel der Exkursionen war es, einerseits die Astronauten in geologische Konzepte einzuführen und damit bestmöglich auf die auf dem Erdtrabanten wahrscheinlich anzutreffende Geologie vorzubereiten und andererseits die Besatzungen von spezifischen Mondmissionen zielgerichtet auszubilden. Dabei wurde auch das sogenannte Moon Game absolviert, eine Übung mit dem Zweck, den Aufenthalt auf dem Mond zu simulieren und repräsentative Proben aus der Umgebung zu sammeln. Im Anhang der offiziellen NASA-Dokumentation heißt es zu den Exkursionen in Island:

“Probably the most moon-like of the field areas.”

„Wahrscheinlich der Mond-ähnlichste von den Exkursionsorten.“

Beide Exkursionen wurden von den isländischen Geologen Sigurður Thórarinsson und Guðmundar Signaldson geleitet.

## Deutsche Forscher an der Askja

### Die Expeditionen von Knebel und Grumbkow

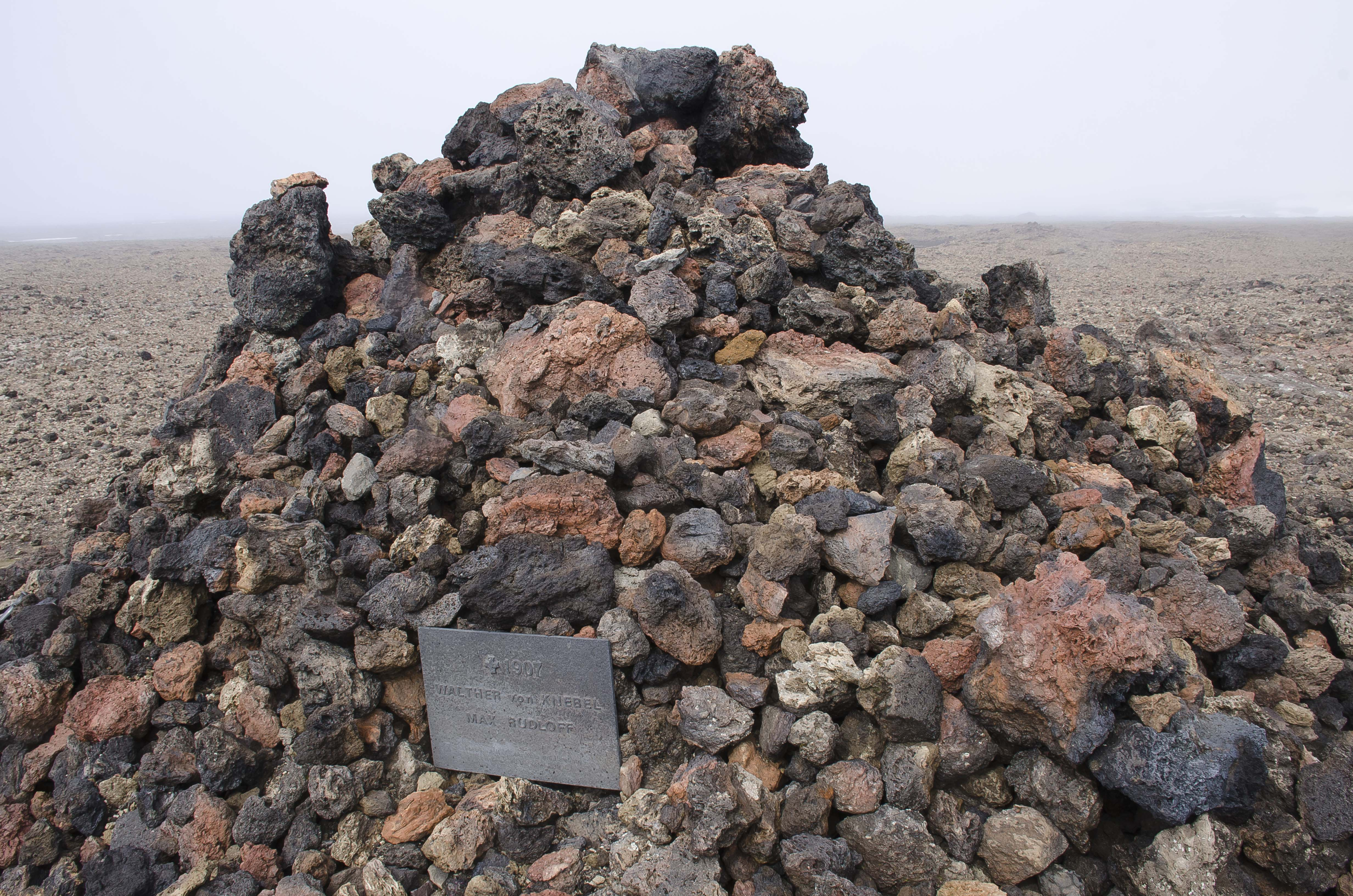
Denkmal für von Knebel und Rudloff

Im Jahre 1907 verunglückten zwei Deutsche während einer Expeditionsfahrt auf dem Öskjuvatn. Es handelte sich dabei um den Naturforscher Walther von Knebel und den Maler Max Rudloff, beide aus Berlin. Beide gelten seit dem 10. Juli 1907 offiziell als vermisst, da ihre Leichen nie gefunden wurden.
Der einzige Überlebende und somit Gewährsmann der kleinen Expedition, der damalige Student der Geologie Hans Spethmann, der zum Zeitpunkt des Geschehens weit entfernt vom Unglücksort Öskjuvatn in der Askja Forschungen betrieb, fand nach der Rückkehr zur Basis die beiden Forscher und das Boot nicht mehr vor. Er begleitete die von den isländischen Behörden sofort eingeleitete Suchexpedition Anfang August zur Askja, um das Schicksal seiner Gefährten aufzuklären. Die Suche nach ihnen verlief erfolglos.
Die Verlobte Knebels, Ina von Grumbkow, startete ihrerseits im Juli 1908 gemeinsam mit dem Berliner Geologen Hans Reck eine erneute Suchexpedition zur Askja, um mehr über das mysteriöse Verschwinden zu erfahren, was ihr aber auch nicht gelang. Ihre an Strapazen reichen Nachforschungen waren eine sehr ungewöhnliche Tat für eine Frau der damaligen Zeit. Sie schrieb ein Buch darüber. Ina v. Grumbkow ließ zudem ein Denkmal zu Ehren der Vermissten errichten, das sich an der Westseite des Sees befindet. Die etwa 4 m hohe Steinpyramide aus dem Jahr 1908 wurde am großen Kratersee vom Islandkenner und Autor Frank Schroeder 1994 wiederentdeckt.
Auf den Begleiter und späteren Ehemann Ina von Grumbkows namens Hans Reck gehen grundlegende Forschungsergebnisse zur Askja zurück. Das Schicksal der beiden deutschen Islandforscher von Knebel und Rudloff ist bis heute nicht restlos geklärt.

### Weitere deutsche Wissenschaftler
Auch konzentrierten sich weitere deutsche Forscher in den 1930er Jahren auf die Erforschung und Kartografierung des Sveinagrabens. Sie beschäftigten sich allerdings auch mit dem Askja-Zentralvulkan und der Herðubreið.

## Drekagil, Hvannalindir und Kverkfjöll
5 km östlich des Öskjuvatn liegt ⊙ Drekagil, die Drachenschlucht. Diese fällt durch ihre markanten Gesteinsformationen auf und endet nach etwa 300 Metern bei einem Wasserfall.
25 km südöstlich der Askja befindet sich die seit 1973 unter Naturschutz stehende Oase ⊙ Hvannalindir. Hier soll sich Ende des 18. Jahrhunderts der Gesetzlose Fjalla-Eyvindur mit seiner Frau einige Jahre aufgehalten haben.
Etwa 40 km südlich der Askja liegt das vulkanische Gebirge ⊙ Kverkfjöll mit Gletscher und aktivem Geothermalgebiet.

## Trivia
- Die Boeing 757-200 der Icelandair mit dem Kennzeichen TF-FIR ist nach dem Vulkan benannt.

### Wissenschaftliche Beiträge
- Askja im Global Volcanism Program der Smithsonian Institution (englisch)
- Univ. Island, geol.Beschreibung der Askja (englisch)
- Vulkansystem der Askja. (PDF) Vulkanolog. Inst., Univ. Island (englisch).
- Hazel Rymer: The case of the shrinking volcano. 19. November 2009 (Blogpost der Geophysikerin)
- H. Rymer, C. Locke, B. G. Ófeigsson, P. Einarsson, E. Sturkell:  New mass increase beneath Askja volcano, Iceland – a precursor to renewed activity? In: Terra Nova, 2010, 22, S. 309–313. doi:10.1111/j.1365-3121.2010.00948.x
- Sigurdur Thorarinsson, G. E. Sigvaldason: The eruption in Askja 1961, a preliminary report. In: American Journal of Science, November 1962, Band 260, S. 641–651. doi:10.2475/ajs.260.9.641 (Abstract, englisch)
- Eysteinn Tryggvason: Ground deformation in Askja, Iceland: its source and possible relation to flow of the mantle plume. In: Journal of Volcanology and Geothermal Research, 1989, 39, S. 61–71, 61 (englisch). notendur.hi.is (Memento vom 12. Juni 2012 im Internet Archive; PDF)
- Erik Sturkell, Freysteinn Sigmundsson: Continuous deflation of the Askja caldera, Iceland, during the 1983–1998 noneruptive period. In: Journal of Geophysical Research, 2000, Band 105, NO. B11, S. 25671–25684 (englisch); doi:10.1029/2000JB900178notendur.hi.is (Memento vom 12. Juni 2012 im Internet Archive; PDF)
- Heidi Soosalu, Janet Key, Robert S. White, Clare Knox, Páll Einarsson, Steinunn S. Jakobsdóttir: Lower-crustal earthquakes caused by magma movement beneath Askja volcano on the north Iceland rift. In: Bulletin of Volcanology, Band 72, No. 1, S. 55–62. (englisch); doi:10.1007/s00445-009-0297-3
- Heidi Soosalu u. a.: Askja 2007 – Scientific Project. (PDF; 2,8 MB) gef.nerc.ac.uk (englisch).
- Hazel Rymer, Eysteinn Tryggvason: Gravity and elevation changes at Askja, Iceland. In: Bulletin of Volcanology, 1993, 55(5), S. 362–371 (englisch). oro.open.ac.uk (PDF; 167 kB)
- R.J. Carey, B.F.Houghton, T. Thordarson: Abrupt shifts between wet and dry phases of the 1875 eruption of the Askja volcano: microscopic evidence for macroscopic conduit dynamics. (PDF; 4,0 MB) geo.mtu.edu/~raman
- Guðmundur E. Sigvaldason: Volcanic and tectonic processes coinciding with glaciation and crustal rebound: an early Holocene rhyolitic eruption in the Dyngjufjöll volcanic centre and the formation of the Askja caldera, north Iceland. Received: 24 April 2001 / Accepted: 12 January 2002. Springer 2002 (englisch) doi:10.1007/s00445-002-0204-7
- M. E. Hartley, Th. Thordarson: Formation of Öskjuvatn caldera at Askja, North Iceland: Mechanism of caldera collapse and implications for the lateral flow hypothesis. In: Journal of Volcanology and Geothermal Research, Band 227–228, 2012, S. 85–101 (englisch). Abstract. Science direct.

### Andere
- Die Askja
- Skifahren an der Askja (englisch)
- Askja-Hikingtrail (englisch)
- Panoramen